# Osann-Monzel
Osann-Monzel település Németországban, Rajna-vidék-Pfalz tartományban. Lakosainak száma 1795 fő (2023. december 31.).

## Népesség
A település népességének változása:
| Lakosok száma | 1470 | 1644 | 1661 | 1744 | 1793 | 1795 |
|               | 1975 | 2017 | 2019 | 2021 | 2022 | 2023 |